# 春夏笑冬
春夏笑冬（しゅんかしょうとう）は、日本の男性お笑い芸人3人組によるユニット。2010年結成。2014年3月18日解散。

## メンバー
- 加藤 謙太郎（かとう けんたろう、1980年10月31日 - 、ボケ担当）通称「カトケン」
神奈川県横浜市出身。
解散後は「ディエゴ・加藤・マラドーナ」として活動中。

- 中井 慈（なかい しげる、1979年9月5日 - 、ボケ担当）
大阪府箕面市出身。
京都産業大学在学中に松本と出会う。卒業後、松本とともにワタナベコメディスクールに入学（5期生）。
2006年に松本と「サギタリウス」を結成[1]。これは出身大学のアメリカンフットボール部にちなんでの命名であった。2010年に加藤・松本の3人組ユニットになるにあたり「サギタリウス」を発展解消し、現在に至る。
学生時代はロッククライミング部に所属。

- 松本 剛矢（まつもと たけや、1979年12月2日 -、ツッコミ担当）
京都府出身。高校時代は神奈川県藤沢市に在住。
京産大で中井と出会う。以降は中井の項を参照。
かつて横浜スタジアムで横浜ベイスターズのマスコット・ホッシーゾの中の人をやっていたという[2]。コサックダンスが得意。
解散後は深村哲哉（元西村深村）とコンビ「しげる」を結成。

## 略歴・概説
名称は『春夏秋冬』のうち「秋」をなくして「笑」にすることで「あき（飽き）のない笑い」を目指すというコンセプトから命名された。これは公式ブログのタイトルにもなっている。

現在の3人組ユニットとなってからは主にライブ活動を行っており、ワタナベ系芸人による「崖っぷちプロジェクトライブ」（GPPライブ）で優勝したことにより晴れてワタナベエンターテインメント入りを果たすこととなった。

## 主な出演作品

### テレビ
- 炎の体育会TV（TBSテレビ） (加藤のみ)
- 大!天才てれびくん（NHK教育テレビ) (加藤のみ)
- 芸人報道（日本テレビ）(2012年2月21日、加藤のみ)
- 森田一義アワー 笑っていいとも!（フジテレビ）（2012年10月1日『勝ち抜きウルトラソウル選手権』コーナー、中井のみ）
- オンバト+(NHK)戦績1勝0敗 最高333KB